# Kelly Bishop
Kelly Bishop, all'anagrafe Carole Bishop (Colorado Springs, 28 febbraio 1944), è un'attrice e ballerina statunitense.

## Biografia
Cresciuta a Denver, in Colorado, sin da piccola Kelly Bishop studia danza classica. A 18 anni si trasferisce a New York, dove lavora per un anno come ballerina di fila nella compagnia di danza del Radio City Music Hall. Continuerà a ballare a Las Vegas, fin quando nel 1967 ottiene il suo primo ruolo a Broadway, nello spettacolo Golden Rainbow. Il suo primo vero successo professionale risale al 1976, quando interpreta la sensuale Sheila Bryant nel musical di Broadway, A Chorus Line, per cui vince il Tony Award alla miglior attrice non protagonista in un musical. Successivamente sarà molto impegnata in teatro, in opere di prosa di successo come Six Degrees of Separation, Proposals di Neil Simon, Halloween Horror, The Last Night of Ballyhoo e Bus Stop.
Debutta nel cinema con il film Una donna tutta sola (1977) di Paul Mazursky e qualche anno dopo recita in Dirty Dancing - Balli proibiti (1987) di Emile Ardolino, con Patrick Swayze e Jennifer Grey. La vera celebrità viene però dalla televisione: a partire dal 2000 interpreta il personaggio di Emily Gilmore, la sofisticata quanto invadente madre della protagonista (Lorelai Gilmore, interpretata da Lauren Graham) nella celebre serie televisiva Una mamma per amica. Dal 2012 al 2013 è co-protagonista della serie A passo di danza.

## Vita privata
Dal 1981 è stata sposata con il presentatore televisivo Lee Leonard, deceduto nel 2018.

## Filmografia parziale

### Cinema
- Una donna tutta sola (An Unmarried Woman), regia di Paul Mazursky (1978)
- I guerrieri del sole (Solarbabies), regia di Alan Johnson (1986)
- Dirty Dancing - Balli proibiti (Dirty Dancing), regia di Emile Ardolino (1987)
- Lei, io e lui (Ich und er), regia di Doris Dörrie (1988)
- Sognando Manhattan (Queens Logic), regia di Steve Rash (1991)
- 6 gradi di separazione (Six Degrees of Separation), regia di Fred Schepisi (1993)
- Promesse e compromessi (Miami Rhapsody), regia di David Frankel (1995)
- Private Parts, regia di Betty Thomas (1997)
- Wonder Boys, regia di Curtis Hanson (2000)
- Friends with Kids, regia di Jennifer Westfeldt (2011)
- Amore a Salisburgo (The Salzburg Story), regia di Alexander Peter Lercher (2018)

### Televisione
- Hawaii Squadra Cinque Zero (Hawaii Five-O) – serie TV, 1 episodio (1976)
- Cuore e batticuore (Hart to Hart) – serie TV, 1 episodio (1982)
- Kate e Allie (Kate & Allie) – serie TV, 1 episodio (1984)
- Così gira il mondo (As the World Turns) – serie TV, 1 episodio (1987)
- The Thorns – serie TV, 12 episodi (1988)
- ABC Afterschool Specials – serie TV, 1 episodio (1992)
- Law & Order - I due volti della giustizia (Law & Order) – serie TV, 1 episodio (1992)
- Murphy Brown – serie TV, 1 episodio (1992)
- La valle dei pini (All My Children) – serie TV, 1 episodio (1995)
- Una mamma per amica (Gilmore Girls) – serie TV, 154 episodi (2000-2007)
- Law & Order - Unità vittime speciali (Law & Order: Special Victims Unit) – serie TV, 3 episodi (2000-2009)
- Army Wives - Conflitti del cuore (Army Wives) – serie TV, 1 episodio (2009)
- Mercy – serie TV, 4 episodi (2010)
- The Good Wife – serie TV, 3 episodi (2010-2016)
- A passo di danza (Bunheads) – serie TV, 15 episodi (2012-2013)
- Flesh and Bone – serie TV, 1 episodio (2015)
- Una mamma per amica - Di nuovo insieme (Gilmore Girls: A Year in the Life) – serie TV, 4 episodi (2016)
- Halston – serie TV (2021)
- La fantastica signora Maisel (The Marvelous Mrs. Maisel) – serie TV, 2 episodi (2022-2023)
- Segreti di una tata (The Watchful Eye) – serie TV, 10 episodi (2023)
- Shrinking – serie TV, episodio 2x05 (2024)
- Étoile – serie TV, episodi 1x03-1x05-1x07 (2025)

## Teatro
- On a Clear Day You Can See Forever, Music Fair Circuit di Westbury (1967)
- Oklahoma!, Music Fair Circuit di Westbury (1967)
- Golden Rainbow, Shubert Theatre di Broadway (1968)
- Promises, Promises, Shubert Theatre di Broadway (1968)
- On The Town, Imperial Theatre di Broadway (1971)
- The Boys from Syracuse, Goodman Theatre di Chicago (1972)
- Rachael Lily Rosenbloom and Don't You Ever Forget It, Broadhurst Theatre di Broadway (1973)
- Irene, tour statunitense (1974)
- A Chorus Line, Newman Theatre dell'Off Broadway, Shubert Theatre di Broadway (1975)
- A Chorus Line, tour statunitense (1976)
- Piano Bar, Westide Theatre dell'Off Broadway (1978)
- Changes, Lucille Lorter Theatre dell'Off Broadway (1980)
- Pal Joey, St Louis Municipal Opera di St Louis (1983)
- Precious Sons, Longacre Theatre di Broadway (1986)
- A Little Night Music, Walnut Street Theatre di Filadelfia (1986)
- Sei gradi di separazioni, Vivian Beaumont Theatre di Broadway (1990)
- Pretodactyls, Vineyard Theatre dell'Off Broadway (1993)
- Death Defying Acts, Variety Arts Theatre dell'Off Broadway (1995)
- The Last Girl Singer, Kampo Cultural Center dell'Off Broadway (1995)
- Bus Stop, Circle in the Square Theatre di Broadway (1996)
- The Last Night of Ballyhoo, Helen Hayes Theater di Broadway (1997)
- Proposals, Broadhurst Theatre di Broadway (1973)
- Mame, Paper Mill Playhouse di Millburn (1999)
- Becky Shaw, Second Stage Theatre dell'Off Broadway (2009)
- Anything Goes, Stephen Sondheim Theatre di Broadway (2011)

## Riconoscimenti
- Tony Award
  - 1976 – Migliore attrice non protagonista in un musical per A Chorus Line

- Drama Desk Award
  - 1976 – Migliore attrice non protagonista in un musical per A Chorus Line

- Theatre World Award
  - 1976 – Miglior performance per A Chorus Line

## Doppiatrici italiane
Nelle versioni in italiano delle opere in cui ha recitato, Kelly Bishop è stata doppiata da:
- Graziella Polesinanti in Una mamma per amica, The Good Wife, Una mamma per amica - Di nuovo insieme, Amore a Salisburgo
- Marella Jacobacci in Dirty Dancing - Balli proibiti
- Aurora Cancian in Law & Order - I due volti della giustizia
- Cristina Grado in Wonder Boys
- Marzia Ubaldi in A passo di danza
- Ludovica Modugno in Halston
- Solvejg D'Assunta in Una donna tutta sola
- Mirta Pepe ne I tuoi desideri
- Angiola Baggi ne La fantastica signora Maisel